# Gilles Barthe
Gilles-Henri-Alexis Barthe (ur. 4 czerwca 1906 w Briatexte, zm. 14 lipca 1993 w Tulonie) – francuski duchowny katolicki,
biskup. Święcenia kapłańskie przyjął w 1930 roku. W 1953 roku papież Pius XII mianował go biskupem diecezji Monako,
sakrę przyjął  24 czerwca tegoż roku. 19 kwietnia 1956 roku w katedrze św. Mikołaja udzielił ślubu Grace Kelly i księciu
Rainierowi. W 1962 roku papież Jan XXIII mianował go ordynariuszem diecezji Fréjus-Toulon. W 1983
Jan Paweł II przyjął jego rezygnację złożoną ze względu na wiek. Zmarł w Tulonie w 1993 roku. Brał udział we wszystkich sesjach Soboru
watykańskiego II.